# Neufchâtel-en-Saosnois
Neufchâtel-en-Saosnois és un municipi francès situat al departament del Sarthe i a la regió de País del Loira. L'any 2007 tenia 929 habitants.

## Demografia

### Població
El 2007 la població de fet de Neufchâtel-en-Saosnois era de 929 persones. Hi havia 361 famílies de les quals 102 eren unipersonals (39 homes vivint sols i 63 dones vivint soles), 118 parelles sense fills, 121 parelles amb fills i 20 famílies monoparentals amb fills.
La població ha evolucionat segons el següent gràfic:
Habitants censats

### Habitatges
El 2007 hi havia 440 habitatges, 369 eren l'habitatge principal de la família, 40 eren segones residències i 31 estaven desocupats. 417 eren cases i 21 eren apartaments. Dels 369 habitatges principals, 250 estaven ocupats pels seus propietaris, 109 estaven llogats i ocupats pels llogaters i 11 estaven cedits a títol gratuït; 7 tenien una cambra, 24 en tenien dues, 67 en tenien tres, 137 en tenien quatre i 135 en tenien cinc o més. 289 habitatges disposaven pel capbaix d'una plaça de pàrquing. A 167 habitatges hi havia un automòbil i a 162 n'hi havia dos o més.

### Piràmide de població
La piràmide de població per edats i sexe el 2009 era:
| Homes | Edats   | Dones |
| ----- | ------- | ----- |
| 0     | 95 o +  | 0     |
| 4     | 90 a 94 | 12    |
| 8     | 85 a 89 | 16    |
| 8     | 80 a 84 | 8     |
| 12    | 75 a 79 | 16    |
| 24    | 70 a 74 | 24    |
| 4     | 65 a 69 | 16    |
| 44    | 60 a 64 | 20    |
| 16    | 55 a 59 | 12    |
| 28    | 50 a 54 | 20    |
| 24    | 45 a 49 | 24    |
| 36    | 40 a 44 | 24    |
| 28    | 35 a 39 | 28    |
| 28    | 30 a 34 | 8     |
| 20    | 25 a 29 | 40    |
| 16    | 20 a 24 | 20    |
| 20    | 15 a 19 | 20    |
| 28    | 10 a 14 | 16    |
| 24    | 5 a 9   | 40    |
| 20    | 0 a 4   | 12    |

## Economia
El 2007 la població en edat de treballar era de 558 persones, 424 eren actives i 134 eren inactives. De les 424 persones actives 391 estaven ocupades (212 homes i 179 dones) i 34 estaven aturades (15 homes i 19 dones). De les 134 persones inactives 66 estaven jubilades, 31 estaven estudiant i 37 estaven classificades com a «altres inactius».

### Ingressos
El 2009 a Neufchâtel-en-Saosnois hi havia 384 unitats fiscals que integraven 926 persones, la mediana anual d'ingressos fiscals per persona era de 16.674 €.

### Activitats econòmiques
Dels 36  establiments que hi havia el 2007, 1 era d'una empresa alimentària, 2 d'empreses de fabricació d'altres productes industrials, 8 d'empreses de construcció, 6 d'empreses de comerç i reparació d'automòbils, 1 d'una empresa de transport, 4 d'empreses d'hostatgeria i restauració, 2 d'empreses financeres, 2 d'empreses immobiliàries, 2 d'empreses de serveis, 6 d'entitats de l'administració pública i 2 d'empreses classificades com a «altres activitats de serveis».
Dels 12 establiments de servei als particulars que hi havia el 2009, 1 era un taller de reparació d'automòbils i de material agrícola, 1 paleta, 1 guixaire pintor, 1 fusteria, 2 lampisteries, 3 electricistes, 1 perruqueria, 1 restaurant i 1 agència immobiliària.
Dels 2 establiments comercials que hi havia el 2009, 1 era una fleca i 1 una carnisseria.
L'any 2000 a Neufchâtel-en-Saosnois hi havia 16 explotacions agrícoles que ocupaven un total de 612 hectàrees.

## Equipaments sanitaris i escolars
L'únic equipament sanitari que hi havia el 2009 era una farmàcia.
El 2009 hi havia una escola elemental.

## Poblacions més properes
El següent diagrama mostra les poblacions més properes.